# Гринько, Фёдор Митрофанович
Фёдор Митрофанович Гринько [16(28).02.1896 — 23.08.1966, с. Родино Шипуновского района Алтайского края] — организатор колхозного производства, Герой Социалистического Труда (1948).
Родился в с. Большие Мостовищи Великобагачанского района Полтавской области. В 1901 г. их семья переехала в Алтайский край, в с. Бобровка Шипуновского района.
С 12-летнего возраста работал по найму. Участник Первой мировой и Гражданской войн (пулеметчик). Демобилизовался в 1921 году. Некоторое время работал председателем Бобровского сельсовета. Член ВКП(б) с 1929.
В 1929-1931 зам. председателя коммуны «Новый свет»  Шипуновского района Алтайского края. В 1931-1933 учился в комвузе в Новосибирске.
С 1933 г. председатель коммуны «Новый свет» (с 1934 сельхозартель им. Молотова, с 1957 колхоз «Родина») Шипуновского района.
Стабильно обеспечивал высокие урожаи. В 1954 г. в его колхозе собрано зерна по 18,9 ц/га на площади 4485 га, в 1958 — по 20,8 ц. (9672 га).
Депутат Верховного Совета СССР 1—4-го созывов. Награждён 3 орденами Ленина, 2 орденами Трудового Красного Знамени, двумя медалями СССР, 8 медалями ВСХВ и ВДНХ.